# 4月16日
4月16日是阳历年的第106天（闰年是107天），离一年的结束还有259天。

## 大事记

### 20世紀以前
- 73年：在第一次犹太–罗马战争期间，罗马帝国军队攻占犹太起义军的最后据点马萨达。
- 1071年：诺曼首领罗伯特·吉斯卡尔攻占巴里，标志着東羅馬帝國在意大利境內的統治正式結束。
- 1346年：塞尔维亚大公斯特凡·杜山（英语：Dušan the Mighty）在斯科普里称帝。
- 1368年：明朝军队攻佔开封。
- 1380年：燕王朱棣就藩北平。
- 1520年：卡斯提亞王國反對派發動營救女王胡安娜的公社起義，並主張廢黜查理五世。
- 1746年：英格兰王国汉诺威王朝军队在卡洛登战役中击败詹姆士党军队，詹姆士党叛乱结束。
- 1853年：英属印度的第一条铁路开通。

### 20世紀
- 1917年：俄罗斯革命家弗拉迪米尔·列宁从瑞士返回彼得格勒，并领导布尔什维克革命。
- 1919年：美国提出山东由五国共管。
- 1922年：苏俄与德国魏玛政府在意大利利古里亚签署拉巴洛条约。
- 1923年：日本攝政皇太子裕仁應臺灣總督田健治郎邀請搭乘金剛號戰艦赴臺灣各地巡視12天。
- 1932年：中國國家社會黨於北平秘密成立。
- 1943年：瑞士化学家艾伯特·霍夫曼在实验室工作时不慎让LSD接触到皮肤，从而发现它的致幻效果。
- 1945年：格奥尔基·朱可夫领导的苏联红军开始炮轰德国柏林的德意志国防军阵地，柏林战役爆发。
- 1945年：哥雅号海难：德国难民船哥雅號（MV Goya）被苏联潜艇击沉，7000余人遇难。
- 1946年：叙利亚独立。
- 1947年：美國得克萨斯城的一艘貨輪发生爆炸，造成全城大火。至少581人罹難。
- 1947年：美國總統顧問暨金融家伯納德·巴魯克於南卡羅來納州的一場演講中，將第二次世界大戰後美國與蘇聯間的緊張關係稱作「冷戰」。
- 1948年：经济合作与发展组织建立，总部设在法国巴黎。
- 1963年：美国民权运动领袖马丁·路德·金写出著名的伯明翰狱中书信。
- 1972年：日本首位諾貝爾文學獎得主川端康成於工作室打開煤氣開關自殺身亡。
- 1977年：英國保守黨領袖戴卓爾夫人抵達香港訪問。
- 1985年：臺灣第一例試管嬰兒誕生[1][2]。
- 1987年：鄧小平會見香港基本法起草委員會委員，論述五十年不變。
- 1992年：中国首次派出聯合國維持和平部隊赴金边[3]。
- 1992年：阿富汗共和國總書記納吉布拉宣佈辭職，阿富汗伊斯蘭國成立。
- 1996年：美日重建冷战后同盟。

### 21世紀
- 2001年：第一個3G電話經由英國的沃达丰網絡撥出[來源請求]。
- 2003年：東歐十個國家於雅典簽署歐盟入盟條約（英语：Treaty of Accession 2003），加入歐盟
- 2005年：中国上海发生反对日本的大型游行活动，史称“4·16反日大游行”[原創研究？]
- 2007年：韓裔美國學生趙承熙在維吉尼亞理工學院暨州立大學發動槍擊案，造成33人死亡。
- 2010年：中国福建网民案宣判，当天有数百名网友前往声援，并通过Twitter直播现场状况。
- 2012年：美国医学家、达特茅斯学院院长金墉当选为新一任世界银行行长。
- 2013年：伊朗靠巴基斯坦邊境錫斯坦－俾路支斯坦省發生矩震級7.8級地震，造成35人死亡，117人受傷。
- 2014年：韓國客輪「世越號」自仁川港航向濟州島途中翻覆沉沒，造成304人死亡、172人受傷。
- 2016年：日本熊本縣發生芮氏規模7.3級的強震，死傷慘重。
- 2016年：厄瓜多爾發生7.8級強震，并已發出海嘯警報[4]。
- 2019年：法国巴黎西堤岛的天主教教堂巴黎圣母院发生大火，造成尖塔和屋顶坍塌。
- 2024年：香港中學文憑考試公民與社會發展科首次開考。

## 出生
- 363年：宋武帝刘裕，劉宋皇帝（422年逝世）
- 778年：虔誠者路易，法蘭克國王（840年逝世）
- 1319年：約翰二世，法國瓦盧瓦王朝國王（1364年逝世）
- 1497年：毛利元就，日本戰國時代大名（1571年逝世）
- 1604年：鄭芝龍，明朝海盜、官員（1661年逝世）
- 1660年：漢斯·斯隆，英國博物學家、內科醫生、收藏家（1753年逝世）
- 1800年：汉弗莱·劳埃德，英国物理学家（1881年逝世）
- 1800年：喬治·賓厄姆，英國陸軍元帥，第三代盧肯伯爵（1888年逝世）
- 1823年：费迪南·艾森斯坦，德国数学家（1852年逝世）
- 1871年：約翰·米林頓·辛格，愛爾蘭詩人、散文家（1909年逝世）
- 1871年：法蘭·澤布，美國錢幣收藏家、經銷商（1949年逝世）
- 1879年：汉斯·劳，丹麦天文学家（1918年逝世）
- 1867年：维尔伯·莱特，美國飞机设计师，萊特兄弟的哥哥（1912年逝世）
- 1886年：恩斯特·台尔曼，德国共产党领导人（1944年逝世）
- 1889年：查理·卓别林，英国电影艺术家（1977年逝世）
- 1894年：耶日·內曼，波蘭數學家、統計學家（1981年逝世）
- 1891年：艾蓋瓦里·耶內，匈牙利數學家（1958年逝世）
- 1898年：赫尔穆特·克内泽尔，德国数学家（1973年逝世）
- 1905年：弗里茨·飞利浦，荷兰企业家，飞利浦集团第四任总裁（2005年逝世）
- 1907年：溥傑，清朝末代皇帝溥仪的弟弟（1994年逝世）
- 1911年：威廉·T·斯特恩，英國植物學家（2001年逝世）
- 1921年：皮特·乌斯蒂诺夫，英国电影演员、小说家（2004年逝世）
- 1923年：藍新福，香港醫生
- 1927年：教宗本篤十六世，榮休羅馬主教（2022年逝世）
- 1935年：林宗源，臺灣詩人（2024年逝世）
- 1940年：瑪格麗特二世，丹麥女王
- 1944年：林陵三，臺灣政治人物，前中華民國交通部部長（2022年逝世）
- 1947年：卡里姆·阿卜杜勒·贾巴尔，美國篮球运动員
- 1948年：曾我部和恭，日本男性聲優（2006年逝世）
- 1953年：佩內洛普·納奇布爾，英國貴族，緬甸的蒙巴頓伯爵夫人
- 1954年：埃倫·巴爾金，美國女演員
- 1955年：阿列克謝·帕基特諾夫，俄羅斯電腦工程師，《俄羅斯方塊》開發者
- 1955年：亨利，盧森堡大公
- 1956年：戴维·M·布朗，美国宇航員（2003年逝世）
- 1956年：卡特琳·科隆纳，法國外交官、政治人物
- 1959年：池野戀，日本漫畫家
- 1960年：朱德庸，台灣漫畫家
- 1960年：拉法埃爾·貝尼特斯，西班牙足球教練
- 1962年：安東尼·布林肯，美國外交事務專家、政府官員，第71任美國國務卿
- 1965年：王敏德，香港電影男演員
- 1968年：朱永棠，香港歌手、演員
- 1969年：蔡其昌，臺灣政治人物
- 1971年：陳豪，香港男演員
- 1971年：斯文·菲舍爾，德國冬季兩項運動員
- 1972年：陳志全，香港立法會議員
- 1973年：野島裕史，日本男性聲優
- 1974年：徐静蕾，中國演員、導演
- 1974年：李立崴，台灣男歌手、導師（2013年逝世）
- 1975年：大原惠，日本女性聲優
- 1975年：迭戈·阿隆索，烏拉圭職業足球運動員、教練
- 1976年：舒淇，台灣演員
- 1976年：周冠威，香港電影導演、編劇
- 1979年：季芹，台灣演員
- 1979年：馬塞爾·拉普，德國職業足球運動員、教練
- 1980年：葉暐，香港男演員
- 1982年：謝馨儀，台灣知名樂團蘇打綠貝斯手
- 1982年：李昭娟，韓國女演員
- 1982年：吉娜·卡拉諾，美國女演員
- 1983年：曼努拉·馬特利，智利女演員
- 1984年：克萊兒·芙伊，英國女演員
- 1985年：陳樂基，香港創作歌手
- 1985年：羅爾·丹恩，南蘇丹裔英國職業籃球運動員
- 1986年：曾敏，香港女藝人
- 1986年：月見栞，日本AV女優
- 1987年：林欣甫，台灣歌手
- 1987年：栗林里莉，日本AV女優
- 1987年：阿倫·倫農，英格蘭足球運動員
- 1988年：朱一龍，中國男演員
- 1990年：藍盈瑩，中國女演員
- 1992年：胡子彤，香港棒球員、電影演員
- 1992年：西川遙輝，日本職業棒球運動員
- 1992年：金希庭，韓國女演員
- 1993年：何美，台灣女演員、節目主持人
- 1993年：蘇韻姿，香港女演員、主持人
- 1993年：饒舌者錢斯，美國饒舌歌手、詞曲作家
- 1994年：張秀賢，前香港元朗區議員
- 1995年：孫露鹭，中國女歌手、演員
- 1995年：李大奔，中國男歌手
- 1995年：姜昇植，韓國男子偶像團體VICTON成員
- 1996年：林允，中國女演員
- 1996年：池田依來沙，日本女演員、模特兒
- 1996年：安雅·泰勒-喬伊，阿根廷、英格蘭混血女演員、模特兒
- 1997年：小芝風花，日本女演員
- 1997年：尼瓦爾多·羅德里奎茲，委內瑞拉職業棒球運動員
- 1998年：孫伊涵，中國女演員
- 2000年：孟子坤，中國男歌手
- 2002年：莎蒂·辛克，美國女演員
- 2002年：菲利普·約根森，瑞典職業足球運動員
- 2003年：張真源，中國男子偶像團體時代少年團成員
- 2004年：崔允珍，韓國女子偶像團體NMIXX前成員
- 2008年：艾蕾歐諾拉，比利時公主

## 逝世
- 69年：奧托，羅馬皇帝。（32年出生）
- 1113年：斯维亚托波尔克二世·伊贾斯拉维奇，古罗斯王公。（1050年出生）
- 1198年：腓特烈一世，奧地利公爵。（約1175年出生）
- 1206年：九條良經，日本平安時代後期至鎌倉時代初期的公卿、歌人。（1169年出生）
- 1788年：布丰，法國博物学家、數學家、生物學家、作家。（1707年出生）
- 1901年：亨利·奧古斯塔斯·羅蘭，美國物理學家。（1848年出生）
- 1953年：拉奇亞·阿恰良，亞美尼亞語言學家。（1876年出生）
- 1958年：毛利斯·甘莫林，法國一級上將。（1872年出生）
- 1968年：傅其芳，中国大陆乒乓球运动员、教练员。（1923年出生）
- 1970年：理查德·诺伊特拉，奧地利裔美國建築師。（1892年出生）
- 1972年：川端康成，日本新感覺派作家，1968年諾貝爾文學獎得主。（1899年出生）
- 1973年：伊斯特凡·克爾特斯，匈牙利指挥家。（1929年出生）
- 1978年：黑田長禮，日本鳥類學家、政治人物。（1889年出生）
- 1988年：哈利勒·瓦齊爾（英语：Khalil al-Wazir），巴勒斯坦领导人。（1935年出生）
- 1991年：大卫·利恩，英國電影導演。（1908年出生）
- 1998年：瑪麗-露易絲·梅拉紐爾，法裔加拿大超級人瑞。（1880年出生）
- 1999年：喬宏，香港男演員。（1927年出生）
- 2008年：愛德華·諾頓·勞侖次，美國數學家、氣象學家。（1917年出生）
- 2018年：崔銀姬，韓國女演員。（1926年出生）
- 2020年：吉恩·戴奇，捷克裔美國插畫家、動畫師、漫畫作者、電影導演。（1924年出生）
- 2021年：查尔斯·格施克，美国企业家、计算机科学家，Adobe公司创办人。（1939年出生）
- 2024年：卡爾·厄爾斯金，美國職業棒球運動員。（1926年出生）
- 2024年：孫伯翔，中國書法家。（1934年出生）
- 2025年：阿隆·布彭扎，加彭職業足球運動員。（1996年出生）

## 节假日和习俗
- 世界語音日（英语：World Voice Day）
- 丹麦：瑪格麗特二世誕辰